# Chen Man
Chen Man (förenklad kinesiska: 陈漫; traditionell kinesiska: 陳漫), född 1980, är en kinesisk fotokonstnär och Kinas mest framgångsrika fotograf.
Chen har även varit modefotograf åt Vogue, Elle, Harper's Bazaar, Marie Claire, Cosmopolitan och Esquire.